# (2562) Chaliapin
(2562) Chaliapin (1973 FF1) – planetoida z grupy pasa głównego asteroid okrążająca Słońce w ciągu 5,22 lat w średniej odległości 3,01 j.a. Odkryta 27 marca 1973 roku.